# 카즈빈주

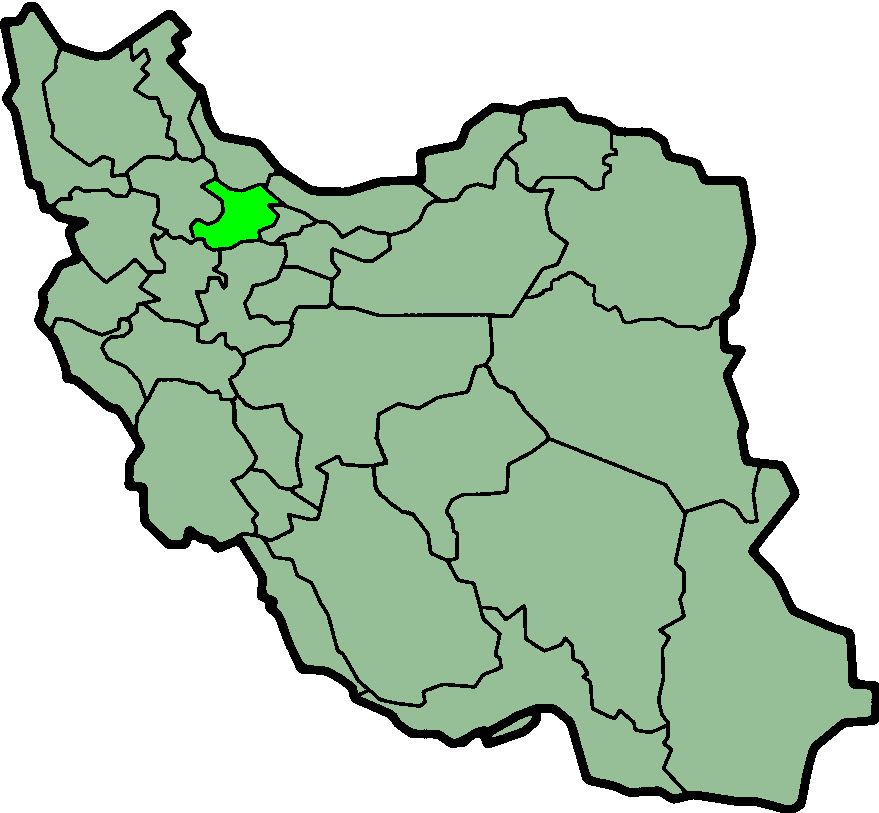
카즈빈주

카즈빈주(페르시아어: استان قزوین)는 이란을 구성하는 31개 주 가운데 하나로, 이란 북서부에 위치하고 있다. 주도는 카즈빈이며 면적은 15,567km2, 인구는 1,143,200명(2006년 기준)이다.
카즈빈주의 도시로 카즈빈, 타케스탄, 아비에크, 부인자흐라가 있다.

## 인구
| 연도        | 인구      | ±%    |
| ----------- | --------- | ----- |
| 2006        | 1,143,200 | —     |
| 2011        | 1,201,565 | +5.1% |
| 2016        | 1,273,761 | +6.0% |
| amar.org.ir |           |       |